# You Should See Me in a Crown
«You Should See Me in a Crown» (стилизовано как you should see me in a crown; с англ. — «тебе стоит увидеть меня в короне») — песня американской певицы Билли Айлиш, вышедшая 18 июля 2018 года в качестве 1-го сингла с дебютного студийного альбома When We All Fall Asleep, Where Do We Go? (2019).

## История
Название песни было навеяно сценой из третьей серии второго сезона сериала BBC «Шерлок» под названием «Рейхенбахский водопад», где злодей Джим Мориарти произносит фразу «Дорогая, ты бы видела меня в короне». Айлиш и О’Коннелл, являющиеся поклонниками сериала, посчитали эту фразу «крутой» и решили написать песню на ее основе. В качестве одного из влияний на трек также была названа песня «Human» ирано-голландской певицы Севдализы.
Песня написана Айлиш вместе со своим братом, музыкантом и продюсером Финниасом О’Коннеллом.
Песня представляет собой сочетание хип-хопа и трэпа, где Айлиш поёт сквозь «ревущие синтезаторы и скоростные удары тарелок хай-хэт». В журнале NME описали песню как «задумчивый поп-гимн». Вокал Айлиш был описан как «шепот» и «бормотание».

## Отзывы
Песня была хорошо принята музыкальными критиками; многие отмечали, что она была значительно «темнее», чем предыдущая работа Айлиш. Среди отзывов: NME, Time, Complex.
Журнал Billboard назвал сингл среди 50 лучших песен 2018 года. Такое же мнение выразило издание PopMatters по итогам 2018 года и включив сингл в свой список лучших «The 60 Best Songs of 2018».

## Музыкальное видео
Вертикальное музыкальное видео для трека было выпущено в августе 2018 года с участием Айлиш в короне, покрытой пауками, в то время как она поет песню. Рэйчел Хаммермюллер из Earmilk написала, что «такое видео подходит для этой уверенной исполнительницы, которая только начала привносить свой голос и стиль в мир музыки». Айлиш процитировала женщину по имени Диана как вдохновившую её для видео и сказала изданию «CR Fashion Book», что «Она показала мне, как она кладет паука в рот, а потом и я сделала это. Пауки на моем лице и волосах. Это было сумасшествие. Но мне это понравилось. Я бы никогда не подумала в моей жизни, что я сделала бы это».
17 апреля 2019 года на канале Youtube вышло анимационное официальное музыкальное видео, созданное японским художником Такаси Мураками.

## Чарты
| Чарт (2018-19)                             | Высшая позиция |
| ------------------------------------------ | -------------- |
| Австралия (ARIA)                           | 16             |
| Бельгия/Фландрия (Ultratip Bubbling Under) | 19             |
| Канада (Billboard Canadian Hot 100)        | 27             |
| Канада (Billboard Rock)                    | 38             |
| Чехия (Singles Digitál Top 100)            | 21             |
| Эстония (Eesti Ekspress)                   | 10             |
| Германия (GfK)                             | 79             |
| Греция (IFPI)                              | 17             |
| Венгрия (Stream Top 40)                    | 21             |
| Ирландия (IRMA)                            | 68             |
| Италия (FIMI)                              | 92             |
| Латвия (LAIPA)                             | 8              |
| Литва (AGATA)                              | 11             |
| Нидерланды (Single Top 100)                | 59             |
| Новая Зеландия (RMNZ)                      | 3              |
| Португалия (AFP)                           | 42             |
| Шотландия (OCC Scotland)                   | 68             |
| Словакия (Singles Digitál Top 100)         | 14             |
| Испания (PROMUSICAE)                       | 85             |
| Швеция (Sverigetopplistan)                 | 43             |
| Великобритания (OCC UK Singles)            | 60             |
| США (Billboard Hot 100)                    | 41             |
| США (Billboard Alternative Airplay)        | 7              |
| США (Pop Digital Song Sales, Billboard)    | 17             |
| США (Billboard Rock Airplay)               | 13             |

### Годовые чарты
| Чарт (2018)                     | Позиция |
| ------------------------------- | ------- |
| США (Alternative Digital Songs) | 23      |

| Чарт (2019)             | Позиция |
| ----------------------- | ------- |
| США (Alternative Songs) | 45      |

## Сертификации
| Регион | Сертификация  | Продажи   |
| --- | ------------- | --------- |
| Австралия (ARIA) | Платиновый    | 70 000    |
| Австрия (IFPI Austria) | Золотой       | 15 000    |
| Канада (Music Canada) | 2× Платиновый | 160 000   |
| Дания (IFPI Danmark) | Золотой       | 45 000    |
| Италия (FIMI) | Золотой       | 25 000    |
| Мексика (AMPROFON) | 2× Платиновый | 120 000   |
| Польша (ZPAV) | Платиновый    | 20 000    |
| Великобритания (BPI) | Золотой       | 400 000   |
| США (RIAA) | 2× Платиновый | 2 000 000 |
| * Данные о продажах приведены только на основе сертификации. · ^ Данные о тиражах приведены только на основе сертификации. · Данные о продажах + прослушиваниях приведены только на основе сертификации. |               |           |

## История релиза
| Страна | Дата            | Формат                     | Лейбл               | Ссылка |
| ------ | --------------- | -------------------------- | ------------------- | ------ |
| Разные | 18 июля 2018    | Цифровые загрузки стриминг | Darkroom Interscope | [ 53 ] |
| США    | 28 августа 2018 | Альтернативное радио       | Darkroom Interscope | [ 54 ] |
| Италия | 7 сентября 2018 | Contemporary hit radio     | Universal           | [ 55 ] |
| США    | 2018            | виниловый сингл 7"         | Darkroom Interscope | [ 56 ] |